# Aubrey (X-Files)
Pour les articles homonymes, voir Aubrey.
Aubrey (Aubrey) est le 12e épisode de la saison 2 de la série télévisée X-Files. Dans cet épisode, une policière enceinte a des visions qui mènent à la découverte des corps de deux agents du FBI, disparus dans les années 1940.

## Résumé
À Aubrey dans le Missouri, le lieutenant de police Brian Tillman est mis au courant par un de ses collègues des détails d'un meurtre qui vient d'avoir lieu, sous le regard inquiet de l'inspecteur Betty June Morrow. Une fois Tillman seul dans son bureau, Morrow le rejoint et lui révèle qu'elle est enceinte de lui. Tillman lui donne rendez-vous dans la soirée pour pouvoir parler au calme. Le soir venu, alors qu'elle tente de rentrer dans la chambre du motel où elle doit retrouver Tillman, Morrow est prise de visions. Elle voit un homme stationner sa voiture dans un champ et enterrer deux cadavres. Morrow se rend alors dans le champ qu'elle a vu et commence à creuser. Elle découvre des os humains et un badge du FBI.
Fox Mulder et Dana Scully analysent les radios dentaires d'un des corps découvert le champ. Scully constate qu'elles correspondent parfaitement à celles de l'agent Chaney, disparu avec son partenaire l'agent Ledbetter en 1942. Mulder se demande comment Morrow a pu trouver ces cadavres dans un champ de la taille du Manhattan. Ils décident de se rendre tous deux sur place.

## Distribution
- David Duchovny : Fox Mulder
- Gillian Anderson : Dana Scully
- Deborah Strang : l'inspecteur B.J. Morrow
- Morgan Woodward : Harry Cokely
- Terry O'Quinn : Lieutenant Brian Tillman
- Joy Coghill : Linda Thibedeaux
- Robyn Driscoll : l'inspecteur Joe Darnell
- Peter Fleming : un policier
- Sarah-Jane Redmond : la jeune mère
- Emanuel Hajek : Cokely jeune

## Accueil

### Audiences
Lors de sa première diffusion aux États-Unis, l'épisode réalise un score de 10,2 sur l'échelle de Nielsen, avec 16 % de parts de marché, et est regardé par 16,20 millions de téléspectateurs.

### Critique
L'épisode recueille des critiques globalement favorables. Sarah Stegall, du site Munchkyn Zone, lui donne la note de 5/5. Le site Le Monde des Avengers lui donne la note de 4/4. Le magazine Entertainment Weekly lui donne la note de B. John Keegan, du site Critical Myth, lui donne la note de 7/10. Dans leur livre sur la série, Robert Shearman et Lars Pearson lui donnent la note de 3,5/5.
Zack Handlen, du site The A.V. Club, estime que la fin de l'épisode n'est pas à la hauteur et que le personnage interprété par Terry O'Quinn n'est « pas particulièrement intéressant ».